# Gus Hart
Pour les articles homonymes, voir Hart.

a Compétitions nationales et continentales officielles uniquement.

b Matchs officiels uniquement.
Dernière mise à jour le 28 mars 2025.
Augustine Henry "Gus" Hart, né le 28 mars 1898 à Auckland en Nouvelle-Zélande et décédé le 1er février 1965 à Auckland, est un ancien joueur de rugby à XV qui joue avec l'équipe de Nouvelle-Zélande. Il évolue au poste d'ailier (1,68 m pour 65 kg).

## Biographie
Gus Hart participe en 1924-1925 à la tournée de la Nouvelle-Zélande dans les îles britanniques. Il dispute son premier et seul test match avec l'équipe de Nouvelle-Zélande le 1er novembre 1924 contre l'équipe d'Irlande. 

## Palmarès
- Nombre de test matchs avec les All Blacks :  1
- Sélections par année :  1 en 1924
- Nombre total de matchs avec les All Blacks : 17  (23 essais)